# San José de Pavitas Km. 50
San José de Pavitas Km. 50, referenciado también como San José de Pavitas, es una localidad peruana ubicada en el distrito de Chulucanas, perteneciente a la provincia de Morropón del departamento de Piura, al norte del Perú. 

## Ubicación
San José de Pavitas Km. 50 se ubica al noroeste de la provincia de Morropón, en el distrito de Chulucanas, en el departamento de Piura.

## Demografía
En 2017 San José de Pavitas Km. 50 tenía una población de 51 habitantes.